# Lythria signaria
Lythria signaria är en fjärilsart som beskrevs av Obraztsov 1934. Lythria signaria ingår i släktet Lythria och familjen mätare. Inga underarter finns listade i Catalogue of Life.